# El Cerro Pesquería
El Cerro Pesquería är en ort i Mexiko.   Den ligger i kommunen San Marcos och delstaten Guerrero, i den södra delen av landet, 300 km söder om huvudstaden Mexico City. El Cerro Pesquería ligger 7 meter över havet och antalet invånare är 114.
Terrängen runt El Cerro Pesquería är huvudsakligen platt, men norrut är den kuperad. Runt El Cerro Pesquería är det ganska glesbefolkat, med 34 invånare per kvadratkilometer. Närmaste större samhälle är San Marcos, 14,0 km nordväst om El Cerro Pesquería. Omgivningarna runt El Cerro Pesquería är en mosaik av jordbruksmark och naturlig växtlighet.